# کلیشی سو بوآ
شهر کلیشی سو بوآ (به فرانسوی: Clichy-sous-Bois) در شهرستان سن-سن-دنی در ناحیه ایل-دو-فرانس با جمعیت ۲۹٬۴۱۲ نفر در کشور فرانسه واقع شده‌است